# خودروسازان بم
شرکت خودروسازان بم یکی دیگر از زیرمجموعه‌های صنایع خودروسازی کرمان به شمار می‌آید که در سال ۱۳۸۱ در ارگ جدید بم تاسیس شد.
شرکت خودروسازان بم نخستین بخش خصوصی در کشور است که همکاری مشترک با یک شرکت خودروساز معتبر جهانی را آغاز نموده است. کارخانه خودروسازی بم از سال ۱۳۸۲ در زمینی با مساحت ۲۰۸۹۷۷۵ متر مربع با ظرفیت تولید سالیانه ۱۲۰۰۰۰ دستگاه خودرو در فاز اول احداث گردید. مساحت سالن بدنه این کارخانه ۳۵۰۰۰ متر مربع، تغذیه بدنه سازی ۲۷۰۰۰۰ متر مربع، سالن رنگ ۴۸۰۰۰ متر مربع، سالن تزئینات ۳۵۰۰۰ متر مربع و سالن تغذیه تزئینات ۲۷۰۰۰۰ متر مربع پیش بینی گردیده است. ظرفیت تولید سالانه این کارخانه در فاز ۲ به تعداد ۴۰۰۰۰۰ دستگاه خودرو افزایش میابد.

## محصولات
- فولکس‌واگن گل (۱۳۸۴ تا ۱۳۸۹)
- هافی لوبو (۱۳۸۹ تا ۱۳۹۰)
- جیلی جی‌سی‌۶ (۱۳۹۶ تا ۱۳۹۸)
- لیفان ایکس۷۰ (۱۴۰۰ تا ۱۴۰۱)
- بی‌ای‌سی ایکس۳ پرو (۱۴۰۳ تاکنون)